# Pagu
Patrícia Rehder Galvão, más conocida por el seudónimo de Pagu (São João da Boa Vista, São Paulo, 9 de junio de 1910-Santos, 12 de diciembre de 1962), fue una escritora, activista, y periodista brasileña. Se desarrolló bajo el movimiento modernista brasileño, iniciado en 1922, pese a que no participó en la Semana de Arte Moderna porque contaba apenas con once años de edad. 
Militante comunista, fue la primera mujer presa en el Brasil por motivaciones políticas.

## Biografía

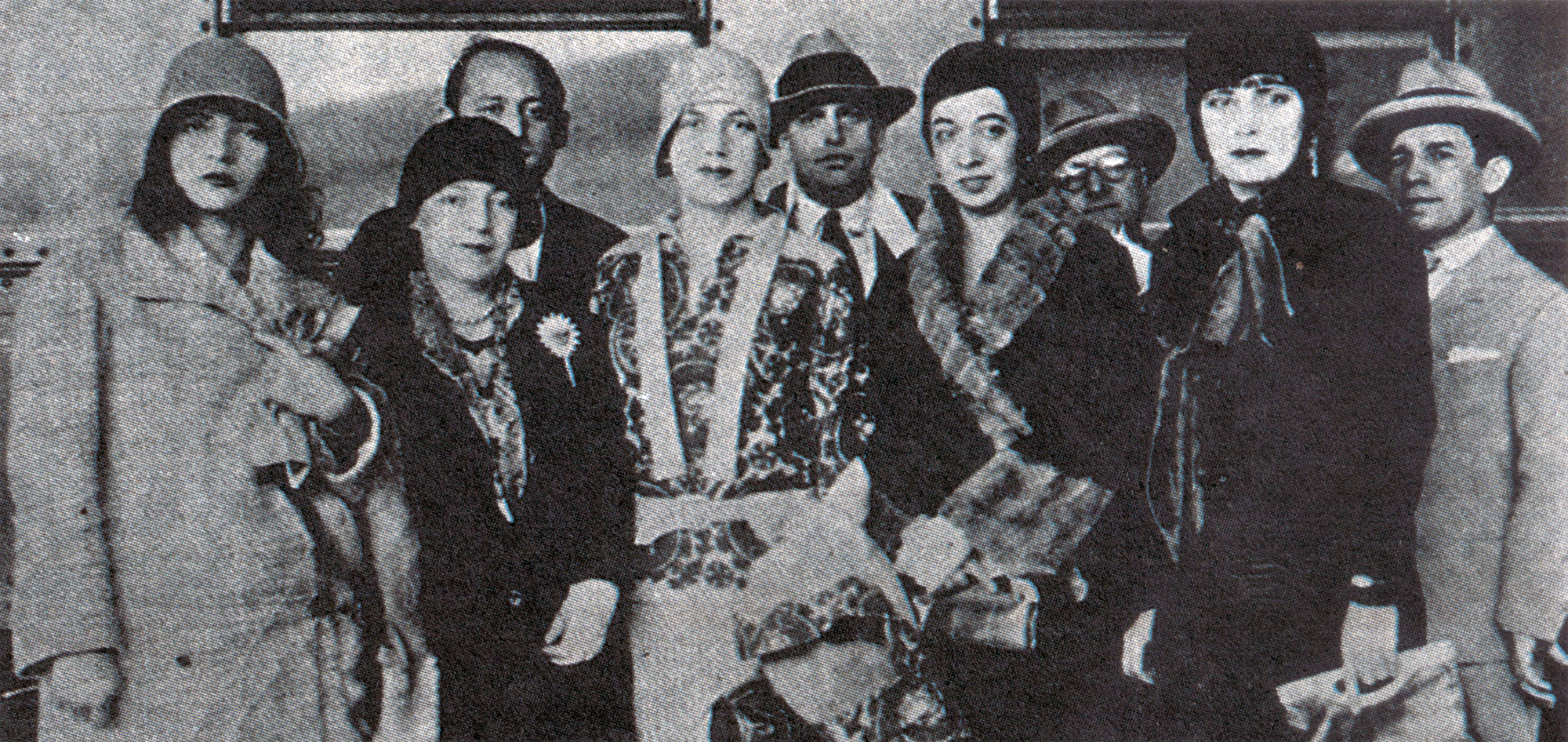
De izq. a der.: Pagu, Elsie Lessa, Tarsila do Amaral, Anita Malfatti, Eugênia Álvaro Moreyra, en la Semana de Arte Moderna de 1922

Bien antes de adoptar el pseudónimo de Pagú, apelativo que le fue dado por el poeta Raul Bopp, Zazá, como era conocida en familia, ya era una mujer de avanzada para los patrones morales, éticos, y estéticos de la época, pues cometía algunas «extravagancias» como fumar en público, usar blusas transparentes, mantener sus cabellos bien cortados, a veces erizados, y decía palabrotas. No le importaba lo que pensaban de ella, tenía muchos novios; y causaba controversias en la sociedad. Esos comportamientos eran nuevos, nada compatibles con su origen familiar, pues provenía de una tradicional y muy conservadora familia.
Se ha propagado, erróneamente, que Pagu participó de la Semana de Arte Moderna; eso es imposible, pues en 1922, tenía apenas once años, cuando la "Semana" se realizó.  Muy precozmente, en 1925, con solo quince años, pasó a colaborar en el Brás Jornal, con el pseudónimo de Patsy.
El apellido Pagu surgió de un error del poeta modernista Raul Bopp, autor de Cobra Norato. Bopp lo inventó, al dedicarle un poema, porque imaginó, fantaseó que su nombre fuese Patrícia Goulart, y por lo tanto, hizo un juego de palabras, con las primeras sílabas de su nombre.
En 1928, con 18 años, apenas completó sus estudios en la Escuela Normal de la Capital, de São Paulo, ya se integró al movimiento antropofágico, de neto cuño modernista, bajo la influencia de Oswald de Andrade y de Tarsila do Amaral. Fue luego considerada la musa del movimiento.
En 1930, ocurrió un escándalo para la pacata sociedad conservadora de entonces: Oswald se separa de Tarsila, y se casa con Pagu. Se especulaba que eran amantes, mientras Oswald era casado. En ese mismo año, nace Rudá de Andrade, segundo hijo de Oswald y primero de Pagu. Los dos se hicieron militantes del Partido Comunista Brasileño. 
Al participar activamente de la organización y ejecución de una huelga de estibadores en Santos, Pagu es tomada presa por la policía política de Getúlio Vargas. Esa fue la primera de una serie de 23 detenciones, a lo largo de su vida. Luego, pasada su aprehensión, en (1933), partió por un viaje por el mundo, dejando en el Brasil a su marido y al hijo. Ese mismo año, publicó la novela Parque Industrial, bajo el pseudónimo de Mara Lobo.
En 1935, es detenida en París, acusada de comunista extranjera, y con identidad falsa, y será repatriada al Brasil. Se separa definitivamente de Oswald, debido a disputas y celos. Ella retomó su actividad periodística, pero fue nuevamente apresada y torturada por las fuerzas de la dictadura, permaneciendo en la cárcel por cinco años. En esos duros años, su hijo fue criado por Oswald. 
En 1940, a su salida de la prisión, rompe con el Partido Comunista, pasando a defender un socialismo acorde con la línea ideológica trotskista. Integró la redacción de A Vanguarda Socialista junto con su marido Geraldo Ferraz, el crítico de arte Mário Pedrosa, Hilcar Leite, y con Edmundo Moniz. 
Se casa nuevamente con Geraldo Ferraz, y de esa unión nace su segundo hijo, Geraldo Galvão Ferraz, el 18 de junio de 1941 (83 años). Y viven juntos los dos hermanastros y su marido; mientras Oswald los visita asiduamente, y pasan a relacionarse como amigos.
En esa misma época viaja a China, obteniendo las primeras semillas de soja, que fueron introducidas en el Brasil.
En 1952, frecuenta la Escuela de arte dramático de São Paulo, llevando sus espectáculos a la ciudad de Santos. Ligada al teatro de vanguardia, presenta su traducción de A Cantora Careca, de Ionesco. Así traducida, y dirigida por Fando y Liz de Arrabal, en un montaje muy bien armado, donde se estrenó el joven artista Plínio Marcos.
Fue conocida como una gran animadora cultural, en Santos, donde pasaron a residir con su marido y los dos hijos. Se dedicó especialmente al teatro, particularmente en el fomento de grupos de aficionados. En 1945, lanzó una nueva novela A Famosa Revista, escrito en coautoría con su marido Geraldo Ferraz. Trató, sin éxito, de ocupar una vacante de diputada estadual en las elecciones de 1950.
Siguió trabajando como crítica de arte, cuando cayó víctima de un cáncer. Viajó a París, para ser sometida a una cirugía, pero sin resultados positivos. Muy decepcionada y desesperada por esa dolencia, Patrícia intentó suicidarse, pero no se concretó. Sobre ese episodio, escribió el panfleto Verdade e Liberdade: «Uma bala ficou para trás, entre gazes e lembranças estraçalhadas». Volvió al Brasil, donde moriría el 12 de diciembre de 1962, a consecuencia de la enfermedad, con la enorme tristeza de su esposo e hijos.
En 2004, una curadora de bibliotecas Selma Morgana Sarti, en Santos, encontró en un descarte de papeles una gran cantidad de fotografías y documentos de la escritora, y también del periodista Geraldo Ferraz, su último compañero. En la actualidad, forman parte del archivo bibliográfico de la UNICAMP.
Otra de sus facetas artísticas, fue como diseñadora e ilustradora. Participó de la Revista de Antropofagia, publicada entre 1928 y 1929, entre otras. Recientemente fue publicado el libro Caderno de Croquis de Pagu, con una mmiscelánea de trabajos de la artista, así como una exposición de algunos de sus dibujos en la Galería Hermitage.

## Literatura

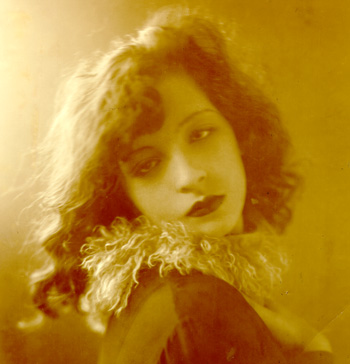
Patrícia en la década de 1930.

Pagu publicó las novelas Parque Industrial (edición de la autora, 1933), bajo el pseudónimo de Mara Lobo, considerada la primera novela proletaria brasileña, y A Famosa Revista (Americ-Edit, 1945), en colaboración con Geraldo Ferraz. Parque Industrial fue publicado en los Estados Unidos con la traducción de Kenneth David Jackson, en 1994 por la editora de la University of Nebraska Press.
Escribió también  cuentos policiales, bajo el pseudónimo de King Shelter, publicados originalmente en la revista Detective, dirigida por el dramaturgo Nelson Rodrigues, y después reunidos en Safra Macabra (Livraria José Olympio Editora, 1998).
En sus trabajos junto a grupos teatrales, introdujo y tradujo a grandes autores hasta entonces inéditos en el Brasil como James Joyce, Eugène Ionesco, Arrabal, Octavio Paz.

## Honores

### Representaciones en la cultura
Su literatura ha sido objeto de estudios y disertaciones de tesis de maestría y de doctorado. En el libro A «moscouzinha» brasileira: cenários e personagens do cotidiano operário de Santos (1930 - 1954). São Paulo, Humanitas, 2007; es retratado un conflicto en Santos, en 1931, que contó con la participación de Patrícia Galvão, resultando en la muerte de un ensacador.
En 1988, la vida de Pagu fue contada en el filme Eternamente Pagu (1987), primer largometraje dirigido por Norma Benguell, con Carla Camurati en el papel protagónico, Antônio Fagundes como Oswald de Andrade, y de Esther Góes en el papel de Tarsila do Amaral. 
Fue tema de dos documentales, uno producido por su hijo Rudá, y el otro por el cineasta Ivo Branco, con el título Eh, Pagu!, Eh!.  Y apareció como personaje en el filme O Homem do Pau Brasil. También fue retratada como personaje en la miniserie Um Só Coração (2004), interpretada por Miriam Freeland.
En su honor, existe la canción homónima, Pagu, composición de Rita Lee y de Zélia Duncan. Fue interpretada por Maria Rita (álbumes Maria Rita y Segundo: Ao Vivo ).
La historia de Pagu también llegó a la escena teatral: en el año de su centenario de nacimiento, se estrenó el espectáculo Dos Escombros de Pagu, basado en el libro homónimo escrito por Tereza Freire.
En 2005, la ciudad de São Paulo conmemoró los 95 años del natalicio de Pagu con una vasta programación, incluyendo el lanzamiento de libros, exposición de imágenes, diseños, y textos de la homenajeada, la presentación de un espectáculo teatral sobre su vida, y la inauguración de una página en Internet. El día exacto de su nacimiento, invitados asisten con trajes de época a una "Fiesta Pagu", realizada en el Museo de la Imagem y del Sonido de San Pablo.